# Henry FitzGerald
Lord Henry FitzGerald (30 luglio 1761 – Thames Ditton, 9 luglio 1829) è stato un politico irlandese.

## Biografia
Era il figlio di James FitzGerald, I duca di Leinster, e di sua moglie, Lady Emily Lennox, figlia di Charles Lennox, II duca di Richmond.

## Carriera

### Carriera militare
Fitzgerald si arruolò nell'esercito britannico e divenne tenente del 66th Foot nel 1788, trasferendosi come capitano nel 1779 all'85th Foot appena istituito, che fu assegnato al servizio di guarnigione in Giamaica per tutta la durata della guerra d'indipendenza americana. Fu promosso maggiore nel 1781 e tenente colonnello nel 1783, assumendo il comando del reggimento dal generale Charles Stanhope, III conte di Harrington. Dopo lo scioglimento dell'85th nel 1783, divenne capitano e tenente colonnello del 2nd Foot Guards nel 1789 e si ritirò dal servizio attivo nel 1792.

### Carriera politica
Fu membro del parlamento per Kildare Borough (1776-1783) e Athy (1790-1791). Fu membro della Camera dei Comuni irlandese (1790-1798) per la città di Dublino. L'8 luglio 1806 divenne membro del Consiglio Privato d'Irlanda e fu deputato per Kildare (1807-1814) nel Parlamento del Regno Unito. Ha anche ricoperto la carica di uno dei Postmasters General of Ireland (aprile 1806-maggio 1807).
Era un membro del Kildare Street Club di Dublino.

## Biografia
Sposò, il 3 agosto 1791, Charlotte Boyle, XXI baronessa de Ros (24 maggio 1769-9 gennaio 1831), figlia di Robert Boyle. Ebbero dodici figli che presero il cognome FitzGerald-de Ros:
- Henry FitzGerald-de Ros, XXII barone de Ros (12 giugno 1793-28 marzo 1839);
- The Honurable Arthur John (21 dicembre 1795-23 febbraio 1826);
- William FitzGerald-de Ros, XXIII barone de Ros (1 settembre 1797-6 gennaio 1874);
- The Honourable Edmund Emilius (4 maggio 1799-12 settembre 1810);
- The Honurable John Frederick (6 marzo 1804-19 giugno 1861);
- The Honourable Augustus (1805);
- Lady Henrietta Mabel (?-22 dicembre 1879), sposò John Broadhurst;
- Lady Olivia Cecilia (11 gennaio 1807-21 aprile 1885), sposò Henry Wellesley, I conte Cowley, ebbero cinque figli;
- Lady Charlotte (?-1813);
- Lady Jane (1810-1885), sposò Christopher Hamilton, ebbero quattro figli;
- Lady Geraldine (?-28 settembre 1881), sposò il reverendo Frederic Pare, non ebbero figli;
- Lady Cecilia (?-6 ottobre 1869), sposò John Boyle, figlio di Edmund Boyle, VIII conte di Cork, ebbero quattro figli.

## Morte
Morì il 9 luglio 1829 a Boyle Farm, Thames Ditton.

## Ascendenza
|                                         |                                    |                                                     | Genitori                               |  |  | Nonni |  |  | Bisnonni          |  |  | Trisnonni                               |  |
|                                         |                                    |                                                     |                                        |  |  |       |  |  | Robert FitzGerald |  |  | George FitzGerald, XVI conte di Kildare |  |
|                                         |                                    |                                                     |                                        |  |  |       |  |  | Robert FitzGerald |  |  | George FitzGerald, XVI conte di Kildare |  |
|                                         |                                    | Joan Boyle                                          |                                        |  |  |       |  |  | Robert FitzGerald |  |  |                                         |  |
| Robert FitzGerald, XIX conte di Kildare |                                    |                                                     |                                        |  |  |       |  |  | Robert FitzGerald |  |  |                                         |  |
|                                         |                                    | Mary Clotworthy                                     | James Clotworthy                       |  |  |       |  |  |                   |  |  |                                         |  |
|                                         |                                    | Mary Clotworthy                                     | James Clotworthy                       |  |  |       |  |  |                   |  |  |                                         |  |
|                                         |                                    | Mary Clotworthy                                     | Mary Rowley                            |  |  |       |  |  |                   |  |  |                                         |  |
| James FitzGerald, I duca di Leinster    |                                    | Mary Clotworthy                                     |                                        |  |  |       |  |  |                   |  |  |                                         |  |
|                                         |                                    | William O'Brien, III conte di Inchiquin             | William O'Brien, II conte di Inchiquin |  |  |       |  |  |                   |  |  |                                         |  |
|                                         |                                    | William O'Brien, III conte di Inchiquin             | William O'Brien, II conte di Inchiquin |  |  |       |  |  |                   |  |  |                                         |  |
|                                         |                                    | William O'Brien, III conte di Inchiquin             | Margaret Boyle                         |  |  |       |  |  |                   |  |  |                                         |  |
| Mary O'Brien                            |                                    | William O'Brien, III conte di Inchiquin             |                                        |  |  |       |  |  |                   |  |  |                                         |  |
|                                         |                                    | Mary Villiers                                       | Edward Villiers                        |  |  |       |  |  |                   |  |  |                                         |  |
|                                         |                                    | Mary Villiers                                       | Edward Villiers                        |  |  |       |  |  |                   |  |  |                                         |  |
|                                         |                                    | Mary Villiers                                       | Frances Howard                         |  |  |       |  |  |                   |  |  |                                         |  |
| Henry FitzGerald                        |                                    | Mary Villiers                                       |                                        |  |  |       |  |  |                   |  |  |                                         |  |
|                                         | Charles Lennox, I duca di Richmond | Charles II, re d'Inghilterra, di Scozia e d'Irlanda |                                        |  |  |       |  |  |                   |  |  |                                         |  |
|                                         | Charles Lennox, I duca di Richmond | Charles II, re d'Inghilterra, di Scozia e d'Irlanda |                                        |  |  |       |  |  |                   |  |  |                                         |  |
|                                         | Charles Lennox, I duca di Richmond | Louise Renée de Penancoët de Kérouaille             |                                        |  |  |       |  |  |                   |  |  |                                         |  |
| Charles Lennox, II duca di Richmond     | Charles Lennox, I duca di Richmond |                                                     |                                        |  |  |       |  |  |                   |  |  |                                         |  |
|                                         |                                    | Anne Brudenell                                      | Francis Brudenell, barone Brudenell    |  |  |       |  |  |                   |  |  |                                         |  |
|                                         |                                    | Anne Brudenell                                      | Francis Brudenell, barone Brudenell    |  |  |       |  |  |                   |  |  |                                         |  |
|                                         |                                    | Anne Brudenell                                      | Frances Savile                         |  |  |       |  |  |                   |  |  |                                         |  |
| Emily Lennox                            |                                    | Anne Brudenell                                      |                                        |  |  |       |  |  |                   |  |  |                                         |  |
|                                         |                                    | William Cadogan, I conte Cadogan                    | Henry Cadogan                          |  |  |       |  |  |                   |  |  |                                         |  |
|                                         |                                    | William Cadogan, I conte Cadogan                    | Henry Cadogan                          |  |  |       |  |  |                   |  |  |                                         |  |
|                                         |                                    | William Cadogan, I conte Cadogan                    | Bridget Waller                         |  |  |       |  |  |                   |  |  |                                         |  |
| Sarah Cadogan                           |                                    | William Cadogan, I conte Cadogan                    |                                        |  |  |       |  |  |                   |  |  |                                         |  |
|                                         |                                    | Margaretta Cecilia Munter                           | Jan Munter                             |  |  |       |  |  |                   |  |  |                                         |  |
|                                         |                                    | Margaretta Cecilia Munter                           | Jan Munter                             |  |  |       |  |  |                   |  |  |                                         |  |
|                                         |                                    | Margaretta Cecilia Munter                           | Margaretha Trip                        |  |  |       |  |  |                   |  |  |                                         |  |
|                                         |                                    | Margaretta Cecilia Munter                           |                                        |  |  |       |  |  |                   |  |  |                                         |  |